# Makropenis
Makropenis (také nazývaný jako Megapenis, Makrophallie, Makrofálie, Macrophallus, Megalopenis nebo Megalophallus) je lékařský termín pro anatomicky neobvykle velký lidský penis. Pro určení, jestli u konkrétního jedince jedná o makropenis, se využívá spodní hranice pro délku penisu, pro šířku penisu nebo pro oba rozměry penisu zároveň. Délka penisu větší o 2,5 směrodatné odchylky nad věkovým průměrem je u novorozenců považována za neobvykle velkou a je podmínkou pro určení makropenisu u novorozenců. Definicí s přičtěním minimálně 2,5 směrodatných odchylek se jedná o opačný stav než mikropenis z hlediska rozměrů. Klinickým příznakem je abnormálně velký penis, a to buď při narození, nebo krátce po něm, vždy před pubertou.

## Makropenis v dospělosti
Makropenis, který je diagnostikovaný před začátkem puberty, se nepovažuje za onemocnění samo o sobě. Aby mohl být makropenis vnímán jako plnohodnotné onemocnění, musí být pacient plně dospělý. Další podmínkou je neustálý pozvolný růst penisu po skončení puberty. Příčinou makropenisu u dospělých lidí je hormonální nerovnováha spojená se žlázami hypofýzy.

## Možné příčiny
Kromě problémů s hormony je zvětšení obvykle způsobené abnormálně zvýšenou hladinou testosteronu v krevní plazmě. Makropenis je příznakem symptomů jako Ruvalcaba-Myhre-Smithův syndrom, progresivní lipodystrofie, Robertsův syndrom, Lenzův syndrom nebo Beckwith-Wiedemannův syndrom. V klinické praxi byly pozorované případy, kdy ke zvětšení penisu došlo bez zjevné příčiny.

## Makropenis a pohlavní styk
Ve 20. letech 21. století se o makropenis začali zajímat vědci. Kromě příčiny vzniku makropenisu se výzkumníci zaměřili na možnost provozovat pohlavní styk s makropenisem. Pescatori s kolektivem popsali případy sedmi mužů, kterým nadprůměrný obvod jejich makropenisů v nejširším místě zabraňoval v pohlavním styku. U 5 ze 7 mužů byly příčinou zvětšení penisu neléčený priapismus a srpkovitá anémie. U 2 mužů se nepodařilo určit příčinu zvětšení. Pescatori popsal i chirurgický zákrok, který vedl ke zmenšení obvodu penisu a možnosti pacientů pohlavně žít.

## Makropenis a kvalita heterosexuálních partnerských a milostných vztahů
Větší než průměrná velikost penisu sebou nese dopady na kvalitu milostných vztahů, psychiku a sebevědomí. Na psychickou pohodu mužů má vliv strach z ubližení partnerce při pohlavním styku. Z hlediska psychologie je makropenis (stejně jako mikropenis) formou dysmorfofobická poruchy těla, která narušuje vnímání vlastního zevnějšku sebou samým. Sníženému sebevědomí nenapomáhá snaha části žen využít makropenis pro vlastní sexuální experimentování bez úmyslu navázat plnohodnotný partnerský vztah.

## Makropenis a správná velikost kondomu
Kromě sexuální objektifikace ze strany svých partnerů čelí muži s makropenisy problémům při výběru správné velikosti kondomů. Vědci z Centra pro podporu sexuálního zdraví, které provozuje Indiana University Bloomington, zjistili, že muži s větším než průměrným penisem pociťovali signifikantně větší míru nepohodlí kvůli krátkosti a těstnosti průměrně velkého kondomu.

## Určení hranice makropenisu u rozměrových vědeckých studií
| Autor             | Rok  | Průměrná délka při erekci/natažení (cm) | Hranice makropenisu pro délku (cm) | Průměrný obvod při erekci/natažení (cm) | Hranice makropenisu pro obvod (cm) |
| ----------------- | ---- | --------------------------------------- | ---------------------------------- | --------------------------------------- | ---------------------------------- |
| Rao et al.        | 2019 | 13,24 (erekce)                          | 17.97                              | 11.66 (erekce)                          | 14,41                              |
| Söylemez et al.   | 2012 | 13,98 (natažení)                        | 17,93                              | —                                       | —                                  |
| Barry             | 1980 | 12,87 (natažení)                        | 15,75                              | —                                       | —                                  |
| Barry             | 1981 | 14,11 (natažení)                        | 20,51                              | —                                       | —                                  |
| Veale             | 2014 | 13,24 (natažení)                        | 17,97                              | 9,16 (erekce)                           | 13,09                              |
| Sengezer et al.   | 2002 | 12,73 (natažení)                        | 13,01                              | —                                       | —                                  |
| Ponchietti et al. | 2001 | 12,5 (natažení)                         | 19,38                              | —                                       | —                                  |